# Gabriel Furlán
Néstor Gabriel "Gaby" Furlán (Buenos Aires, 13 de outubro de 1964), conhecido por Gabriel Furlán, é um ex-piloto argentino de automobilismo.

## Carreira
Furlán correu entre 1984 e 2011, passando por Fórmula 2 Codasur e Fórmula Renault argentina até ingressar na Fórmula 3 Sul-americana em 1987, correndo pela categoria até 1989, ano em que foi campeão pela primeira vez.
Chegou a disputar o GP de Mônaco de Fórmula 3 e a F-3 italiana até regressar à F-3 Sul-americana, onde se consagraria com um tricampeonato (1994, 1996 e 1998, este aos 33 anos). Em paralelo com esta última, Furlán estaria presente em etapas da Fórmula 3000 entre 1991 e 1992.
Teve passagem destacada ainda pelo TC 2000, onde correu por uma década (1999-2009). Em 2004, chegou a participar da Stock Car Brasil e do Super Turismo V8, antes de atuar na Top Race V6, sua última categoria disputada na carreira, encerrada em setembro de 2011, pouco mais de um mês de Gaby completar 47 anos.

## Links
- Site oficial de Gabriel Furlán